# Bansko Peak
Der Bansko Peak (englisch; bulgarisch връх Банско wrach Bansko) ist ein 280 m hoher und felsiger Berg auf der Livingston-Insel im Archipel der Südlichen Shetlandinseln. Am östlichen Ende des Delchev Ridge in den Tangra Mountains ragt er 0,74 km nordöstlich des Karlovo Peak und 0,48 km südwestlich des Lyulin Peak auf.
Bulgarische Wissenschaftler nahmen zwischen 2004 und 2005 seine Vermessung vor. Die bulgarische Kommission für Antarktische Geographische Namen benannte ihn 2005 nach der Stadt Bansko im Südwesten Bulgariens.